# Jacinto Convit García
Jacinto Convit García (Caracas, 11 de setembre de 1913 − Caracas, 12 de maig de 2014) fou un científic i metge veneçolà, fill de Flora García Marrero, d'origen canari i d'un català, Francesc Convit Marti, naturalitzat veneçolà.

## Biografia
Va ingressar a l'escola de medicina de la Universitat Central de Veneçuela, graduant-se el 1938. Com alumne de Martín Vegas, pioner en els estudis sobre la lepra, a partir de 1937 visita, sent encara estudiant de medicina, el recinte de leprosos de Cabo Blanco, a l'estat veneçolà de Vargas, fent-se resident després de graduat.
La seva estada amb els leprosos marcaria la seva vida. En una època on s'aïllava els leprosos, tenint la societat general por de contagiar-se, Convit mostrà el seu vessant més humà tractant-los d'una manera normal i demanant fi al seu aïllament. Convit s'adonà en aquells moments que no només s'havia de lluitar contra la maltaltia sinó també contra el seu perjudici.
Jacinto Convit realitzà grans avanços en estudis epidemiològics, desenvolupant la primera vacuna per la cura de la lepra, i després, una vacuna contra la leishmaniasis.
«Per les seves contribucions al coneixement d'importants malalties infeccioses i parasitàries, especialment la immunopatologia de la lepra», el 10 d'abril de 1987 va rebre el premi Príncep d'Astúries d'Investigació Científica i Tècnica, juntament amb Pablo Rudomín Zevnovaty.